# Artur Boruc
Artur Boruc (Siedlce, Polonia, 20 de febrero de 1980) es un exfutbolista internacional polaco que jugaba en la posición de portero. Su último equipo fue el Legia de Varsovia de la Ekstraklasa.
Boruc comenzó su carrera en la tercera división polaca de la mano de su club natal, el Pogoń Siedlce. Se unió al Legia de Varsovia en 1999, marchándose como cedido al Dolcan Ząbki en 2000 antes de abrirse hueco dentro de la plantilla del Legia en 2002, convirtiéndose en portero titular en club ya en 2003. En el verano de 2005, se unió al Celtic de Glasgow de la Scottish Premiership. En sus cinco años en Glasgow, Boruc estuvo presente en 221 partidos para el club, ganando en tres ocasiones la liga, una Copa de Escocia y dos Copas de la Liga de Escocia. Los fanáticos celtas apodaron a Boruc The Holy Goalie por su devoto catolicismo. Se mudó a Italia en 2010 para unirse a la Fiorentina, pasando dos años en el club de la Serie A antes de regresar a Gran Bretaña en 2012 para fichar por el Southampton FC de la Premier League, fichando posteriormente por el AFC Bournemouth en 2015 después de jugar una temporada como préstamo en el equipo. Tras finalizar su vinculación con el club inglés, Boruc regresó a su país natal para firmar con el Legia, club en el que se retiró en 2022.
Su debut internacional tuvo lugar contra la República de Irlanda en abril de 2004, convirtiéndose desde entonces en un habitual de la selección polaca, y siendo convocado en un total de 65 partidos. Representó a Polonia en la Copa Mundial de la FIFA 2006, la Eurocopa de 2008 y la Eurocopa de 2016. En noviembre de 2017, Boruc anunció su retiro del fútbol internacional.

## Trayectoria

### En Polonia
Boruc comenzó su carrera en 1998 en el Pogoń Siedlce de su ciudad natal. La temporada siguiente fichó por el Legia de Varsovia, comenzando a jugar en el equipo reserva, y también siendo cedido a mitad de temporada al Dolcan Ząbki.
En marzo de 2002, Boruc jugó su primer partido de liga con el Legia. En la segunda mitad de la temporada 2002/03 se erigió como la primera opción en la portería.
En junio de 2004, Boruc anotó un gol para el club, convirtiendo un penalti en un partido en casa ante el Widzew Łódź (el marcador final: 6-0) y lo celebró ondeando la bandera del córner.

### Celtic FC

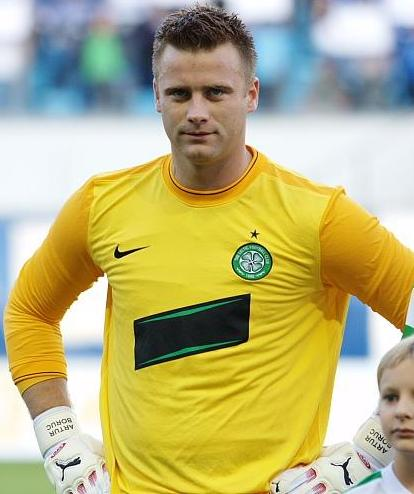
Artur Boruc con el Celtic FC frente al FC Dinamo Moscú, 2009.

El 20 de julio de 2005, fichó por el Celtic procedente del Legia de Varsovia polaco. El contrato inicialmente era de cesión para un año con opción de compra. Se hizo permanente pues el Celtic le hizo un contrato de 3 años y medio, hasta el 2009. El 5 de enero de 2008, Boruc firmó un nuevo contrato con el Celtic hasta 2011.
El 21 de noviembre de 2006, en un partido de Champions League contra el Manchester United en Celtic Park, Boruc ayudó al Celtic a pasar a octavos de final de la competición parando un penalti a Louis Saha en el minuto 89. Le nombraron jugador del mes en diciembre de 2006 en la liga escocesa, un premio poco frecuente para un portero. También se reconoció su forma con la nominación al premio de mejor futbolista del año en Escocia (Scottish PFA) en 2007. El Celtic empató con el campeón ruso FC Spartak Moscú en la terecra ronda de clasificación de la UEFA Champions League 2007-08. El empate se decidió en una ronda de penaltis en la que Artur Boruc paró dos penaltis clasificando al Celtic para la siguiente ronda.
En 2007 fue nombrado el tercer mejor portero del mundo por el periódico italiano «La Gazzetta dello Sport». Un año más tarde, el 20 de octubre de 2008, Artur Boruc fue uno de los 55 jugadores (incluyendo 5 porteros) nominados para el premio FIFPro World XI Player.
El 28 de enero de 2009, transformó un penalti para el Celtic durante un partido de semifinales de la Copa de la Liga de Escocia ante el Dundee United.

### ACF Fiorentina

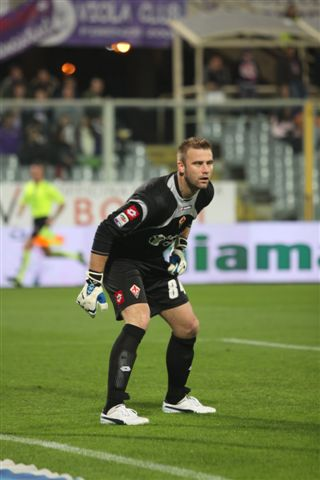
Artur Boruc jugando para la Fiorentina en 2010.

A mediados de 2010, fichó para la ACF Fiorentina de la Serie A de Italia. En dicho club se quedó hasta mediados de 2012. En su etapa en el conjunto viola, atajó en 62 partidos y recibió 70 goles.

### Southampton FC
Después de quedar libre de la Fiorentina, el 22 de septiembre firmó un contrato de un año con el Southampton FC de la Premier League.

### AFC Bournemouth
El 19 de septiembre de 2014, Boruc se unió al AFC Bournemouth de la Championship como préstamo de emergencia hasta enero de 2015. Debutó ese mismo día en el empate 1-1 ante el Watford. Para diciembre de 2014, Boruc había registrado nueve vallas invictas en 18 encuentros. Su préstamo se extendió hasta el término de la temporada.
El 2 de mayo de 2015, Boruc fue parte del equipo del Bournemouth que ganó la Championship y marcó el debut del equipo en la Premier League. Días después fue liberado por el Southampton, y fichó permanentemente con el club.
El 17 de mayo de 2018 el jugador polaco firmó un nuevo contrato con el Bournemouth, que duraría hasta el término de la temporada 2019.

### Legia de Varsovia
El 1 de agosto de 2020, Boruc regresó a Polonia para firmar por el Legia de Varsovia un contrato de un año. Su buen rendimiento con los legionarios hizo que el 7 de mayo de 2021 prorrogase su contrato por un año más. El 5 de diciembre del mismo año alcanzó su partido en liga número 100 vistiendo la elástica del Legia. Concluida la temporada 2021/22, Boruc anunció sus intenciones de retirarse definitivamente del fútbol profesional a la edad de 42 años. Tras colgar las botas en el Legia, fue invitado a seguir en la entidad varsoviana trabajando como ojeador.

## Selección nacional

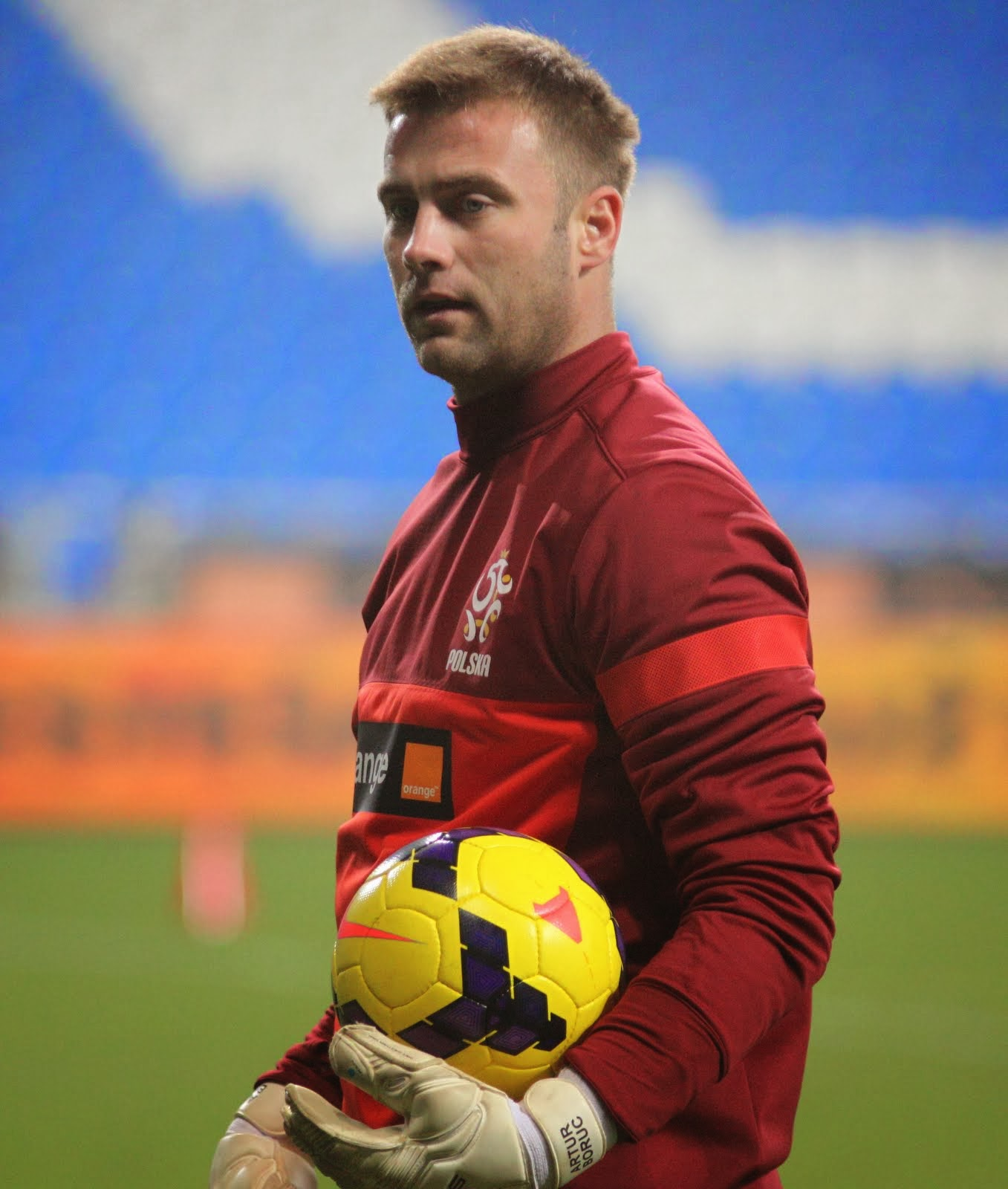
Boruc con en noviembre de 2013.

Boruc debutó con Polonia el 28 de abril de 2004, en un amistoso con empate y sin goles ante Irlanda. Hasta la fecha, Boruc ha hecho un total de 65 apariciones con su selección nacional. El 28 de marzo de 2009 Boruc jugó ante Irlanda del Norte en Windsor Park cuando intentó despejar un pase atrás de Michał Żewłakow y en vez de despejarlo golpeó la hierba y el balón se coló en el fondo de la portería poniendo por delante a Irlanda del Norte con 3-1. Recibió muchas críticas después del partido por su actuación y no fue convocado para el siguiente partido ante San Marino.

### Copa del Mundo 2006
Una lesión de Jerzy Dudek al comienzo de la temporada 2005-06 hizo que Boruc le sustituyera en la selección nacional para jugar la clasificación de la Copa del Mundo 2006. En vísperas para jugar la Copa Mundial 2006, Dudek y Boruc tuvieron un duelo para ver quien iba finalmente a la fase final; algo parecido ocurrió en Alemania con Oliver Kahn y Jens Lehmann. Finalmente fue elegido por el ex seleccionador nacional de Polonia Paweł Janas para disputar la fase final de la Copa Mundial de 2006 en Alemania. La no llamada de Dudek por parte de Janas dio lugar a numerosos debates en los medios de comunicación polacos y más aún con la derrota ante Ecuador 0-2 en el primer partido de Polonia en la Copa Mundial 2006. Se disputó la titularidad con Tomasz Kuszczak y Łukasz Fabiański pero Boruc fue la primera opción en la Copa del Mundo. Polonia fue eliminada en el segundo partido ante Alemania donde cuajó una buena actuación y no pudo impedir la tardía victoria de Alemania a cargo de Oliver Neuville, y solo consiguió una victoria ante Costa Rica en el tercer partido.
| Mundial                        | Sede     | Resultado    |
| ------------------------------ | -------- | ------------ |
| Copa Mundial de Fútbol de 2006 | Alemania | Primera fase |

### Euro 2008
Boruc fue convocado para la Euro 2008 en Austria y Suiza, empezando su primer partido contra Alemania, jugándose el pase en el segundo partido importante contra el anfitrión Austria en el que los polacos concediron un penalti en el minuto 92 que empató el partido. En ese partido hizo tres grandes paradas que dejó el marcador final de 1-1. Sin embargo, Polonia fue de nuevo eliminada en la primera fase consiguiendo un empate y dos derrotas. Fue apodado «Spaceman» por la prensa austriaca y alemana durante el torneo.

## Clubes
Actualizado hasta el 24 de julio de 2021.
| Club              | País       | Año         | Jugados | Goles |
| ----------------- | ---------- | ----------- | ------- | ----- |
| Pogoń Siedlce     | Polonia    | 1998 - 1999 | 12      | 0     |
| Legia de Varsovia | Polonia    | 1999 - 2005 | 88      | 1     |
| → Dolcan Ząbki    | Polonia    | 2000        | 12      | 0     |
| → Celtic FC       | Escocia    | 2005        | 9       | 0     |
| Celtic FC         | Escocia    | 2005 - 2010 | 221     | 0     |
| AC Fiorentina     | Italia     | 2010 - 2012 | 64      | 0     |
| Southampton       | Inglaterra | 2012 - 2015 | 50      | 0     |
| → AFC Bournemouth | Inglaterra | 2014 - 2015 | 39      | 0     |
| AFC Bournemouth   | Inglaterra | 2015 - 2020 | 79      | 0     |
| Legia de Varsovia | Polonia    | 2020 - 2022 | 36      | 0     |

## Controversias
Boruc fue centro de muchas controversias durante su etapa en el Celtic de Glasgow. El 25 de agosto de 2006, la Strathclyde Police advirtió a Boruc por realizar gestos frente a los fanáticos del Glasgow Rangers antes de un partido a principios de ese año. Según el Sunday Herald, «los informes policiales destacaron tres gestos con las manos hechos por Boruc, de 26 años [...] un signo de V hacia la multitud, otro gesto obsceno y una bendición». Los gestos no fueron captados en vídeo y la advertencia fue publicada según los informes policiales y las declaraciones de los testigos. Este incidente le valió el apodo de The Holy Goalie.
La fiscalía expuso que Boruc «fue visto santiguándose por miembros del público y oficiales de policía. Los testigos lo describen sonriendo o riéndose de una parte de los fans del Rangers y realizando gestos provocadores de "vamos". La acción parece encender a una parte del público, que reacciona de tal manera que los policías y el personal de seguridad tienen que intervenir para calmar la situación. La policía declaró que les llevó cerca de 10 minutos restaurar la paz entre los aficionados». Según el Comité del Parlamento escocés, «el signo de la cruz es una expresión de fe de la Iglesia católica; alarmante, provocadora y molesta para otros (protestantes) quebrantando las leyes del derecho».
La Iglesia católica condenó la acción; sin embargo, lamentó que «Escocia sea uno de los pocos países en el mundo en donde este simple gesto religioso, se considere una ofensa». Tras los comentarios de la prensa, la Cancillería de la Corona publicó una declaración el 25 de agosto de 2006 recalcando que era «muy limitada» la multa que se había impuesto contra Boruc por los gestos realizados a los aficionados del Glasgow Rangers como santiguarse, y que no se tomarían medidas contra individuos que realizan «actos religiosos». Según la BBC News, la advertencia «trajo la cuestión del sectarismo a Escocia y fue el centro de atención». La Iglesia católica acogió con satisfacción las aclaraciones de la Cancillería de la Corona sobre la acción impuesta contra Boruc, principalmente la declaración «de ninguna manera se refirió al acto de bendecirse».
El 17 de diciembre de 2006 volvió a santiguarse durante un partido contra el Glasgow Rangers, generando malestar entre los aficionados rivales que se encontraban detrás de su portería. Un portavoz del Celtic FC defendió su gesto, indicando que «la policía ha dicho que no hay ningún problema con Boruc al respecto y tampoco con el Celtic Football Club».
Boruc volvió a la polémica en abril de 2008, cuando mostró una camiseta con el lema «Dios bendiga al Papa» y una foto del Papa Juan Pablo II después de la victoria contra los Rangers en el Old Firm; no obstante, el árbitro del partido sostuvo que las intenciones de Boruc no eran enfrentarse a los aficionados del Rangers, destacando el hecho de que el portero no se acercó a ellos para que pudieran ver la camiseta. Un año antes, el 5 de mayo de 2007, Boruc también produjo un nuevo incidente frente al eterno rival al ondear una bandera en el Ibrox Stadium tras proclamarse campeón de la Premier League de Escocia con el Celtic FC. La Strathclyde Police sostuvo que «no se ha producido ningún acto criminal, pero discutiremos el asunto con el Celtic y la Premier League de Escocia». Este incidente fue el quinto en 16 meses en el que Boruc había sido acusado por provocar a los aficionados contrarios. El 20 de octubre de 2007 sería nuevamente protagonista al negarse a estrechar la mano a los jugadores contrarios del Rangers después del partido. Boruc declaró al periódico polaco Gazeta Wyborcza que le habían estado «provocando» y «ofendiendo» durante todo el encuentro.
Además del Glasgow Rangers, el Hibernian Football Club también ha sido blanco de las provocaciones de Boruc. El 23 de septiembre de 2007, el guardameta polaco fue grabado por una cámara haciendo señales con la mano hacia los aficionados del Hibernian. El 2 de marzo de 2008, Boruc recibiría una amonestación poco después del pitido final en la victoria 2-0 contra el Hibernian, siendo castigado por una presunta incitación de «sonreír y hacer señales con la mano a los seguidores del Hibernian FC».
Artur Boruc sería excluido de la plantilla de la selección de fútbol de Polonia el 27 de agosto de 2008, después de haber infringido junto a sus compañeros de selección Dariusz Dudka y Radosław Majewski las normas tras un partido amistoso frente a Ucrania que Boruc no jugó. El presidente de la Asociación Polaca de Fútbol, Michał Listkiewicz, afirmó que Boruc no estaba implicado en los daños materiales ocasionados en el interior de la habitación del hotel. El jugador cumpliría dos partidos de suspensión antes de volver a la titularidad con Polonia en un partido de clasificación para la Copa del mundo contra la República Checa el 11 de octubre del mismo año.

## Vida personal

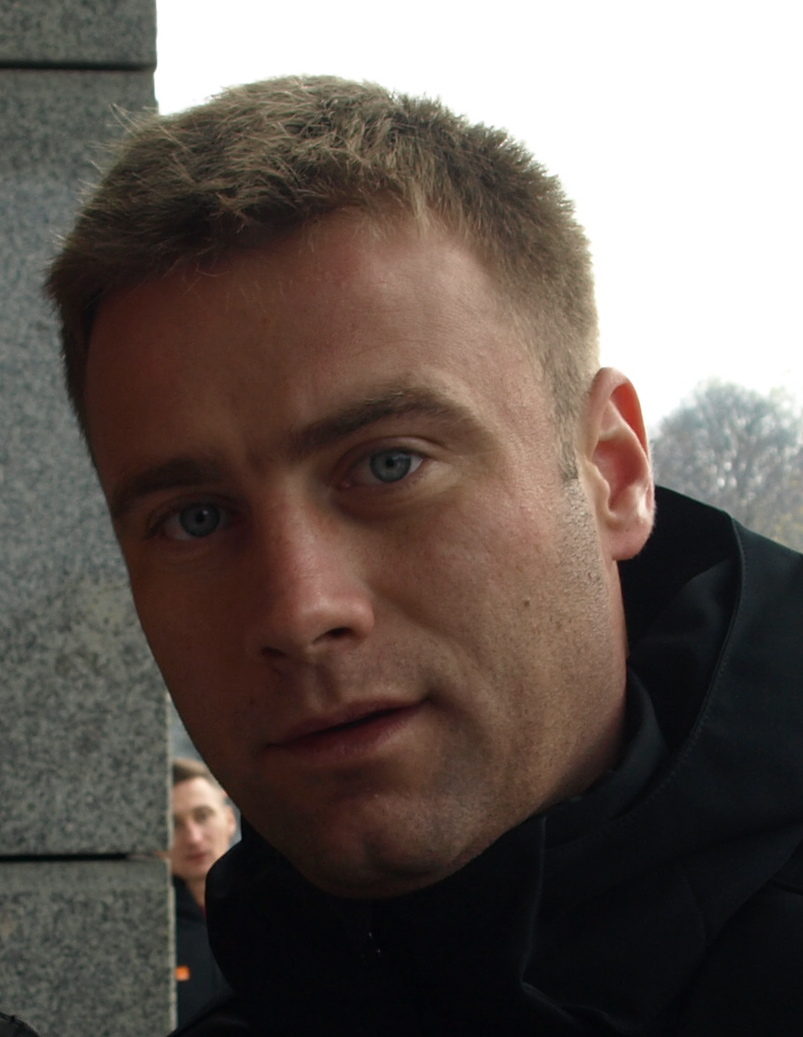
Artur Boruc en 2013

Artur Boruc es fanático del Legia de Varsovia, asistiendo a los partidos del club cada vez que se encuentra en Polonia. Hace el signo de la L, valiéndose de su dedo pulgar e índice para demostrar su amor por el equipo polaco. Es miembro de la Asociación de Aficionados del Legia Varsovia (Stowarzyszenie Kibiców Legii Warszawa) y ayuda a la hinchada en conflicto con la directiva.
El 21 de abril de 2007, salvó a una mujer embarazada de 27 años, a su hermana y a su cuñado cuando estos fueron atacados en Glasgow por tres maleantes acompañados por dos perros dobermans.
El padre de Boruc falleció en abril de 2010; su madre Jadwiga murió cuando él solo tenía 20 años. Tiene un hermano y tres hermanas. El 11 de junio de 2008, la entonces esposa de Boruc, Katarzyna, dio a luz a su hijo, Aleksander ("Aleks"), en Varsovia. Boruc y su esposa se separaron en 2008, después de que se le relacionara con la antigua concursante de Pop Idol Sara Mannei. Mannei dio a luz a su hija Amelia el 9 de agosto de 2010 en Polonia y la pareja se casó en 2014.
En septiembre de 2009, The Scottish Sun publicó una disculpa tras haber afirmado que Boruc había tenido una aventura con una joven, según se muestra en una fotografía, que en realidad se trataba de su hermana. En junio de 2011, News of the World admitió que había publicado un informe falso sobre Boruc, recibiendo una indemnización de £ 70,000 por difamación.

## Palmarés
Legia Varsovia
- Ekstraklasa (2): 2001–02, 2020-21
- Copa de la Liga de Polonia (1): 2001–02

Celtic FC
- Scottish Premiership (3): 2005–06,[47] 2006–07,[48] 2007–08[49]
- Copa de la Liga de Escocia (2): 2005–06,[50] 2008–09[51]
- Copa de Escocia (1): 2006–07[52]

AFC Bournemouth
- English Football League Championship: 2014–15[53]

Distinciones individuales
- Integrante del XI ideal de la PFA Scotland: 2006–07, 2007–08
- Jugador del año del AFC Bournemouth según la afición: 2016–17[54]